# 仙州 (唐朝)
仙州，中国古代的州。
唐玄宗开元三年（715年）以许州叶县、襄城县、唐州方城县置仙州，治叶县（今河南省叶县）。以王子乔在此成仙得名。开元四年（716年）设舞阳县，豫州西平县改属仙州。开元十一年（723年）改治舞阳县（今河南省舞阳县保和乡魏庄）。开元二十六年（739年）废仙州，叶县、襄城县改属汝州，舞阳县改属许州，西平县改属豫州，方城县改属唐州。唐代宗大历四年（769年），叶、襄城、方城、西平、舞阳五县复置仙州，治叶县，又于叶县境内析置仙凫县（今河南省叶县保安镇古城村），隶属于蔡汝节度使。次年，废仙州、仙凫县，五县复回原州。
唐朝仙州刺史
- 岑植（715年）
- 衡守直（718年）
- 司马铨（723年）
- 元季良（开元年间）
- 崔志廉（730年）
- 张景洪（733年）
- 程伯献（735年）
- 宋樽（737年—738年）
- 李筌